# Shcherbinovsky (huyện)
Huyện Shcherbinovsky (tiếng Nga: ? райо́н) là một huyện hành chính tự quản (raion), của Vùng Krasnodar, Nga. Huyện có diện tích 1395 km², dân số thời điểm ngày 1 tháng 1 năm 2000 là 39300 người. Trung tâm của huyện đóng ở Stanitsa Staroshcherbinovskaya.